# Championnat du monde de roller in line hockey IIHF 2004
Navigation
Championnat 2003 Championnat 2005
Les Championnats du monde de roller in line hockey IIHF 2004 sont les 12e championnats organisés par la Fédération internationale de hockey sur glace. Ils se sont déroulés à Bad Tölz en Allemagne.

## Format du tournoi
Le tournoi est divisé en deux divisions, la division élite, pour les équipes classées 1re à 8e dans le classement mondial. La Division I oppose les équipes classées 9e à 16e dans le monde. Les 16 équipes ont la possibilité de remporter la division élite. Pour cela, après les poules préliminaires les dernières équipes des poules A et B disputent un match de barrages contre les premières des poules C et D. Les vainqueurs participent aux séries éliminatoires de la poule élite alors que les perdants participent aux séries éliminatoires de la division 1.
Les sept premières équipes de la division élite et le vainqueur de la division 1 sont qualifiés pour la division élite du Championnat du monde de roller in line hockey IIHF 2005. La dernière équipe de la division élite est reléguée en division 1 pour la prochaine édition.
Les groupes ont été formés en fonction des résultats de chaque équipe lors de l'édition du Championnat du monde de roller in line hockey IIHF 2003.
Tous les matchs du tour préliminaire sont joués avec une prolongation en mort subite de cinq minutes puis une éventuelle séance de tirs au but. Lors des matchs du tour final, la prolongation en mort subite dure 12 minutes suivie le cas échéant d'une séance de tirs au but.

## Tour préliminaire

### Groupe A
| Équipe             | MJ | V | V.A.P | D.A.P. | D | BP | BC | DIF | PTS |
| ------------------ | -- | - | ----- | ------ | - | -- | -- | --- | --- |
| Finlande           | 3  | 3 | 0     | 0      | 0 | 24 | 10 | 14  | 9   |
| Allemagne          | 3  | 1 | 0     | 0      | 2 | 14 | 14 | 0   | 3   |
| République tchèque | 3  | 1 | 0     | 0      | 2 | 13 | 19 | -6  | 3   |
| Autriche           | 3  | 0 | 0     | 0      | 3 | 8  | 16 | -8  | 3   |

### Scores
| Team               | Finlande | Allemagne | République tchèque | Autriche |
| ------------------ | -------- | --------- | ------------------ | -------- |
| Finlande           |          | 5—3       | 10—4               | 9—3      |
| Allemagne          | 3—5      |           | 6—7                | 5—2      |
| République tchèque | 4—10     | 7—6       |                    | 7—6      |
| Autriche           | 3—9      | 2—5       | 6—7                |          |

### Groupe B
| Équipe     | MJ | V | V.P | D.P | D | BP | BC | DIF | PTS |
| ---------- | -- | - | --- | --- | - | -- | -- | --- | --- |
| États-Unis | 3  | 2 | 1   | 0   | 0 | 18 | 10 | 8   | 8   |
| Suède      | 3  | 2 | 0   | 0   | 1 | 26 | 8  | 18  | 7   |
| Slovaquie  | 3  | 0 | 1   | 0   | 2 | 9  | 20 | -11 | 2   |
| Slovénie   | 3  | 0 | 0   | 1   | 2 | 9  | 24 | -15 | 1   |

### Scores
| Team       | États-Unis   | Suède        | Slovaquie    | Slovénie     |
| ---------- | ------------ | ------------ | ------------ | ------------ |
| États-Unis |              | 5—4 (t.a.b.) | 7—3          | 6—3          |
| Suède      | 4—5 (t.a.b.) |              | 9—1          | 13—2         |
| Slovaquie  | 3—7          | 1—9          |              | 5—4 (t.a.b.) |
| Slovénie   | 3—6          | 2—13         | 4—5 (t.a.b.) |              |

## Tour de qualification
| 16 juillet 2003 19:00 | Slovénie | 15-0 (4-0, 6-0, 3-0, 2-0) | Brésil | Bad Tölz Arena |

| 16 juillet 2003 19:00 | Autriche | 11-4 (3-1; 2-2;3-1;3-0) | Royaume-Uni | Bad Tölz Arena |

## Séries éliminatoires

### Tableau
|  | Quarts de finale | Quarts de finale |            |           | Demi-finales           | Demi-finales |  |  | Finale | Finale |
|  | Quarts de finale | Quarts de finale |            |           | Demi-finales           | Demi-finales |  |  | Finale | Finale |
|  |                  |                  |            |           |                        |              |  |  |        |        |
|  |                  |                  |            |           |                        |              |  |  |        |        |
|  |                  |                  |            |           |                        |              |  |  |        |        |
|  | États-Unis       | 6                |            |           |                        |              |  |  |        |        |
|  | États-Unis       | 6                |            |           |                        |              |  |  |        |        |
|  | Autriche         | 5                |            |           |                        |              |  |  |        |        |
|  | Autriche         | 5                | États-Unis | 5         |                        |              |  |  |        |        |
|  |                  |                  | États-Unis | 5         |                        |              |  |  |        |        |
|  |                  | Allemagne        | 2          |           |                        |              |  |  |        |        |
|  | Allemagne        | Allemagne        | 2          | 6         |                        |              |  |  |        |        |
|  | Allemagne        |                  |            | 6         |                        |              |  |  |        |        |
|  | Slovaquie        | 3                |            |           |                        |              |  |  |        |        |
|  | Slovaquie        | 3                | Finlande   | 5         |                        |              |  |  |        |        |
|  |                  |                  | Finlande   | 5         |                        |              |  |  |        |        |
|  |                  | États-Unis       | 9          |           |                        |              |  |  |        |        |
|  | Suède            | États-Unis       | 9          | 9         |                        |              |  |  |        |        |
|  | Suède            |                  |            | 9         |                        |              |  |  |        |        |
|  | Tchéquie         | 7                |            |           |                        |              |  |  |        |        |
|  | Tchéquie         | 7                | Suède      | 2         |                        |              |  |  |        |        |
|  |                  |                  | Suède      | 2         | Match pour la 3e place |              |  |  |        |        |
|  |                  | Finlande         | 5          |           |                        |              |  |  |        |        |
|  | Slovénie         | Finlande         | 5          | 2         |                        |              |  |  |        |        |
|  | Slovénie         |                  |            | 2         |                        |              |  |  |        |        |
|  | Finlande         | 9                |            | Allemagne | 2                      |              |  |  |        |        |
|  | Finlande         | 9                |            | Allemagne | 2                      |              |  |  |        |        |
|  |                  |                  |            |           |                        |              |  |  | Suède  | 3      |
|  |                  |                  |            |           |                        |              |  |  | Suède  | 3      |

### Classement final
Le classement final IIHF:
| Rk.                | Team       |
| ------------------ | ---------- |
| Médaille d'or      | États-Unis |
| Médaille d'argent  | Finlande   |
| Médaille de bronze | Suède      |
| 4.                 | Allemagne  |
| 5.                 | Slovaquie  |
| 6.                 | Tchéquie   |
| 7.                 | Autriche   |
| 8.                 | Slovénie   |

## Groupe C
| Équipe      | MJ | V | V.A.P | D.A.P. | D | BP | BC | DIF | PTS |
| ----------- | -- | - | ----- | ------ | - | -- | -- | --- | --- |
| Royaume-Uni | 3  | 3 | 0     | 0      | 0 | 31 | 8  | 22  | 9   |
| Hongrie     | 3  | 2 | 0     | 0      | 1 | 16 | 16 | 0   | 6   |
| Japon       | 3  | 1 | 0     | 0      | 2 | 23 | 14 | +9  | 3   |
| Belgique    | 3  | 0 | 0     | 0      | 3 | 8  | 40 | -32 | 0   |

### Scores
| Team        | Royaume-Uni | Hongrie | Japon | Belgique |
| ----------- | ----------- | ------- | ----- | -------- |
| Royaume-Uni |             | 9—3     | 7—4   | 15—1     |
| Hongrie     | 9—3         |         | 4—3   | 9—4      |
| Japon       | 4—7         | 3—4     |       | 16—3     |
| Belgique    | 1—15        | 4—9     | 3—16  |          |

## Groupe D
| Équipe           | MJ | V | V.A.P | D.A.P. | D | BP | BC | DIF | PTS |
| ---------------- | -- | - | ----- | ------ | - | -- | -- | --- | --- |
| Brésil           | 3  | 3 | 0     | 0      | 0 | 17 | 8  | 9   | 9   |
| Australie        | 3  | 1 | 1     | 0      | 1 | 21 | 15 | 6   | 6   |
| Nouvelle-Zélande | 3  | 1 | 0     | 1      | 1 | 21 | 15 | 6   | 3   |
| Argentine        | 3  | 0 | 0     | 0      | 3 | 5  | 26 | -19 | 0   |

### Scores
| Team             | Brésil | Australie | Nouvelle-Zélande | Argentine |
| ---------------- | ------ | --------- | ---------------- | --------- |
| Brésil           |        | 5—3       | 7—5              | 5—0       |
| Australie        | 3—5    |           | 11—4             | 13—2      |
| Nouvelle-Zélande | 5—7    | 6—7       |                  | 10—1      |
| Argentine        | 0—5    | 4—11      | 1—10             |           |

## Séries éliminatoires

### Tableau
|  | Quarts de finale | Quarts de finale |             |        | Demi-finales           | Demi-finales |  |  | Finale      | Finale |
|  | Quarts de finale | Quarts de finale |             |        | Demi-finales           | Demi-finales |  |  | Finale      | Finale |
|  |                  |                  |             |        |                        |              |  |  |             |        |
|  |                  |                  |             |        |                        |              |  |  |             |        |
|  |                  |                  |             |        |                        |              |  |  |             |        |
|  | Brésil           | 8                |             |        |                        |              |  |  |             |        |
|  | Brésil           | 8                |             |        |                        |              |  |  |             |        |
|  | Belgique         | 3                |             |        |                        |              |  |  |             |        |
|  | Belgique         | 3                | Brésil      | 5      |                        |              |  |  |             |        |
|  |                  |                  | Brésil      | 5      |                        |              |  |  |             |        |
|  |                  | Hongrie          | 4           |        |                        |              |  |  |             |        |
|  | Hongrie          | Hongrie          | 4           | 10     |                        |              |  |  |             |        |
|  | Hongrie          |                  |             | 10     |                        |              |  |  |             |        |
|  | Nouvelle-Zélande | 0                |             |        |                        |              |  |  |             |        |
|  | Nouvelle-Zélande | 0                | Hongrie     | 5      |                        |              |  |  |             |        |
|  |                  |                  | Hongrie     | 5      |                        |              |  |  |             |        |
|  |                  | Japon            | 7           |        |                        |              |  |  |             |        |
|  | Australie        | Japon            | 7           | 2      |                        |              |  |  |             |        |
|  | Australie        |                  |             | 2      |                        |              |  |  |             |        |
|  | Japon            | 10               |             |        |                        |              |  |  |             |        |
|  | Japon            | 10               | Royaume-Uni | 8      |                        |              |  |  |             |        |
|  |                  |                  | Royaume-Uni | 8      | Match pour la 3e place |              |  |  |             |        |
|  |                  | Japon            | 5           |        |                        |              |  |  |             |        |
|  | Argentine        | Japon            | 5           | 8      |                        |              |  |  |             |        |
|  | Argentine        |                  |             | 8      |                        |              |  |  |             |        |
|  | Royaume-Uni      | 3                |             | Brésil | 4                      |              |  |  |             |        |
|  | Royaume-Uni      | 3                |             | Brésil | 4                      |              |  |  |             |        |
|  |                  |                  |             |        |                        |              |  |  | Royaume-Uni | 5      |
|  |                  |                  |             |        |                        |              |  |  | Royaume-Uni | 5      |

### Classement final
Le classement final IIHF:
| Rk.                | Team             |
| ------------------ | ---------------- |
| Médaille d'or      | Royaume-Uni      |
| Médaille d'argent  | Brésil           |
| Médaille de bronze | Japon            |
| 4.                 | Hongrie          |
| 5.                 | Australie        |
| 6.                 | Nouvelle-Zélande |
| 7.                 | Belgique         |
| 8.                 | Argentine        |